# Сцены из Киото и его пригородов
«Сцены из Киото и его пригородов» (яп. 洛中洛外図屏風) (также Киото и его пригороды или Сцены из столицы и её пригородов) — роспись по шестистворчатой ширме неизвестного японского художника XVII века в жанре ракутю ракугаи. Работа выполнена при помощи туши, красок, золота и бумаги. Произведение находится в собрании Метрополитен-музея в Нью-Йорке.
Произведения японской живописи, в частности складные ширмы, представляющие собой панорамные виды Киото и его пригородов, именовались ракутю ракугаи (яп. 洛中洛外図屏風), что дословно обозначает «столица изнутри, столица снаружи». Первые Ракутю ракугаи появились в 20-е годы XVI века и достигли пика своей популярности в первой половине XVII века.
Ширма смогла достаточно хорошо сохраниться, в том числе переливающееся золото фона и яркие краски. Дома, храмы, строения, улицы и человеческие фигуры выстроены в чётко организованную схему. На большинстве сохранившихся в наше время ширм с видами Киото, как и на этой ширме неизвестного автора, город разделен на восточную и западную части. На правой части ширмы изображена восточная половина города, где проходит летний фестиваль «Гион», ежегодно устраивающийся в середине июля, а на левой части ширмы — западная половина и замок Нидзё. Около замка Нидзё изображена повозка, сопровождаемая процессией; автор подписал, что во дворец едет Токугава (не установлено, показан ли здесь какой-то конкретный исторический визит). Сам замок изображён в состоянии до перестройки, произошедшей в 1626 году. Посреди правой части изображения протекает река Камо, разделяющая город и пригород. Ниже реки к западу протекает канал Тасэгава, созданный в 1611 году. В правом верхнем углу правой части виден замок Фусими, разрушенный в 1622 году. Важные здания подписаны. На росписи (из обеих частей) присутствуют храмы Тофуку-дзи, Киёмидзу-дэра, Ясака дзиндзя, Тион-ин, Сандзюсангэн-до, Тэнрю-дзи, Кинкаку-дзи, Дайтоку-дзи, Китано-Тэммангу, Хоко-дзи, построенный по приказу Тоётоми Хидэёси, Императорский дворец в Киото. Рядом c Хоко-дзи находится ещё одно строение, связанное с Тоётоми Хидэёси — земляной курган с каменной ступой, подписанный как Мими-дзука, предположительно он был построен для того, чтобы поместить туда уши и носы вражеских солдат, которые армия Хидэёси привезла из экспедиции в Корею. На берегу Камо находится ещё одно сооружение для захоронения — небольшая пирамида, где похоронены около тридцати конкубин Хидэцуги, приёмного сына Хидэёси (в 1595 году Хидэёси заставил Хидэцуги совершить самоубийство за беспутный образ жизни; за ним смерть приняли и его слуги и содержанки). Также изображён и мавзолей, где покоится сам Хидэёси. В кварталах Императорского дворца богато одетые зрители смотрят представление театра но. В других частях ширмы показаны праздничные гулянья фестиваля «Гион», представление театра кабуки для менее богатых слоёв населения, публичная лекция об истории буддизма, лошадиные скачки около храма Камигамо.
Наличие канала Тасэгава и замка Фусими свидетельствуют о том, что роспись создавалась между 1611 и 1622 годом. Некоторые стилистические детали пейзажа могут указывать на то, что художник обучался в школе живописи Кано.